# Foremost (Alberta)
Pour les articles homonymes, voir Foremost.
Foremost est un village (village) du Comté de Forty Mile No 8, situé dans la province canadienne d'Alberta.

## Démographie
En tant que localité désignée dans le recensement de 2011, Foremost a une population de 526 habitants dans 218 de ses 246 logements, soit une variation de 0.4% avec la population de 2006. Avec une superficie de 1,893 2 km2, village possède une densité de population de 277,836 5 hab/km2 en 2011.
Concernant le recensement de 2006, Foremost abritait 524 habitants dans 211 de ses 233 logements. Avec une superficie de 1,735 5 km2, village possédait une densité de population de 301,9 hab/km2 en 2006.
| 2001 | 2006 | 2011 | 2016 |
| ---- | ---- | ---- | ---- |
| 531  | 524  | 526  | 541  |